# Lúžňanka
Lúžňanka – potok na Słowacji, prawy dopływ rzeki Revúca. Ma długość 12,5 km.
Wypływa na wysokości około 1295 m n.p.m. w dolinie wcinającej się w północne zbocza szczytu Latiborská hoľa w Niżnych Tatrach. W głębokiej dolinie Lúžňanki zwanej Kotliną Lużniańską (Lúžňanská kotlina) znajduje się miejscowość Liptovská Lúžna. Potok ma kręty bieg, spływa głównie w kierunku zachodnim przez miejscowość Liptovská Lúžna. Dokonuje przełomu przez grzbiet Žiaru i w sąsiedniej miejscowości Liptovská Osada uchodzi do Revúcy na wysokości 595 m n.p.m.
Główne dopływy: Ráztočná, Banské, Brezový potok, Hlboký potok.